# Пищи
Пищи — деревня в Ям-Тёсовском сельском поселении Лужского района Ленинградской области.

## История
ПИЩИ — деревня Пристанского сельского общества, прихода села Успенского.
 
Крестьянских дворов — 21. Строений — 126, в том числе жилых — 20. 

Число жителей по семейным спискам 1879 г.: 61 м. п., 58 ж. п.; по приходским сведениям 1879 г.: 59 м. п., 62 ж. п.

В конце XIX — начале XX века деревня административно относилась к Тёсовской волости 5-го стана 3-го земского участка Новгородского уезда Новгородской губернии.

ПИЩИ — деревня Пристанского сельского общества, дворов — 22, жилых домов — 22, число жителей: 74 м. п., 68 ж. п. 

Занятия жителей — земледелие, выпас телят. Часовня. (1907 год)

В начале XX века в деревне в часовне находились 3 каменных креста.

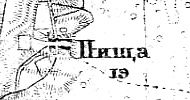
Деревня Пищи на карте 1915 года

Согласно карте из Исторического атласа Санкт-Петербургской Губернии 1915 года, деревня называлась Пища и насчитывала 19 крестьянских дворов.
С 1917 по 1927 год деревня Пищи входила в состав Тёсовской волости Новгородского уезда Новгородской губернии.
С 1927 года, в составе Ям-Тёсовского сельсовета Оредежского района.
С 1928 года, в составе Пристанского сельсовета. В 1928 году население деревни Пищи составляло 171 человек.
По данным 1933 года деревня Пищи входила в состав Пристанского сельсовета Оредежского района.
C 1 августа 1941 года по 31 января 1944 года деревня находилась в оккупации.
С 1959 года, в составе Лужского района.
В 1965 году население деревни Пищи составляло 61 человек.
По данным 1966 и 1973 годов деревня Пищи nfr;t входила в состав Пристанского сельсовета Лужского района.
По данным 1990 года деревня Пищи входила в состав Ям-Тёсовского сельсовета.
По данным 1997 года в деревне Пищи Ям-Тёсовской волости проживали 8 человек, в 2002 году — также 8 человек (все русские).
В 2007 году в деревне Пищи Ям-Тёсовского СП проживали 4 человека, в 2010 году — 1, в 2013 году — 3.

## География
Деревня расположена в восточной части района на автодороге 41К-659 (подъезд к дер. Курско и Пищи).
Расстояние до административного центра поселения — 7 км.
Расстояние до ближайшей железнодорожной станции Чолово — 15 км.

## Демография
| 1879 | 1909 | 1928 | 1965 | 1997 | 2007 | 2010 |
| ---- | ---- | ---- | ---- | ---- | ---- | ---- |
| 119  | ↗142 | ↗171 | ↘61  | ↘8   | ↘4   | ↘1   |
| 2013 | 2017 |      |      |      |      |      |
| ↗3   | ↗14  |      |      |      |      |      |

## Улицы
Центральная.